# Huyền thoại 1C
Huyền thoại 1C là một bộ phim truyền hình được thực hiện bởi Công ty cổ phần Tây Nam Phim (Bộ Văn hóa, Thể thao và Du lịch đặt hàng) do NSND Nguyễn Thanh Vân làm đạo diễn. Phim phát sóng vào lúc 17h30 hàng ngày bắt đầu từ ngày 19 tháng 9 năm 2012 và kết thúc vào ngày 10 tháng 10 năm 2012 trên kênh HTV9.

## Nội dung
Huyền thoại 1C bắt đầu từ câu chuyện của những chàng trai, cô gái Nam bộ như Bước, Út, Quang, Phương, Dũng, Thơ, Lê… Mỗi người đều có những hoàn cảnh, số phận khác nhau nhưng theo sự vận động của đồng chí Ba Linh, họ đã lên đường cùng sống và chiến đấu trong đơn vị Liên đội I. Hơn 2000 ngày đêm bám trụ trên cung đường máu lửa 1C, tập thể gần 800 chiến sĩ đã đưa đón hơn hai vạn lượt cán bộ, bộ đội, thương binh, vận chuyển hơn 13 ngàn tấn vũ khí cùng hàng nghìn tấn lương thực, thuốc men, đánh giặc hơn 200 trận...

## Diễn viên
- Thiên Bảo trong vai Ba Lành[9]
- Nhã Uyên trong vai Linh
- Diệu Thúy trong vai Lê[10]
- Nguyễn Thanh Nghĩa trong vai Lướt

Cùng một số diễn viên khác...

## Sản xuất
Việc sản xuất hậu kỳ và đi tìm bối cảnh phim đã diễn ra kể từ năm 2006. Các diễn viên được đạo diễn chọn lựa hầu hết là những diễn viên tay ngang và ít nổi tiếng, họ đều phải thực hiện đúng theo những yêu cầu của đoàn làm phim: phơi nắng nhuộm cho da nâu giòn, học chèo thuyền, bắn súng, chạy, bước, trườn, bò, ăn lá rừng, củ rừng thay cơm... tất cả đều để cố gắng nhập vai để trở thành một người lính thực thụ.
Quá trình quay phim diễn ra rải rác khắp vùng Tây Nam Bộ, chủ yếu là các đại cảnh quay ở Cần Thơ với sự hỗ trợ của Bộ Quốc phòng. Bộ phim đã đóng máy vào tháng 12 năm 2011.